# クロアカ・マキシマ
クロアカ・マキシマ（Cloaca Maxima）は、古代ローマの下水システム。もともとは大都市ローマの問題だった湿地帯から排水するためのもので、すぐそばを流れるテヴェレ川に廃水を運ぶ。

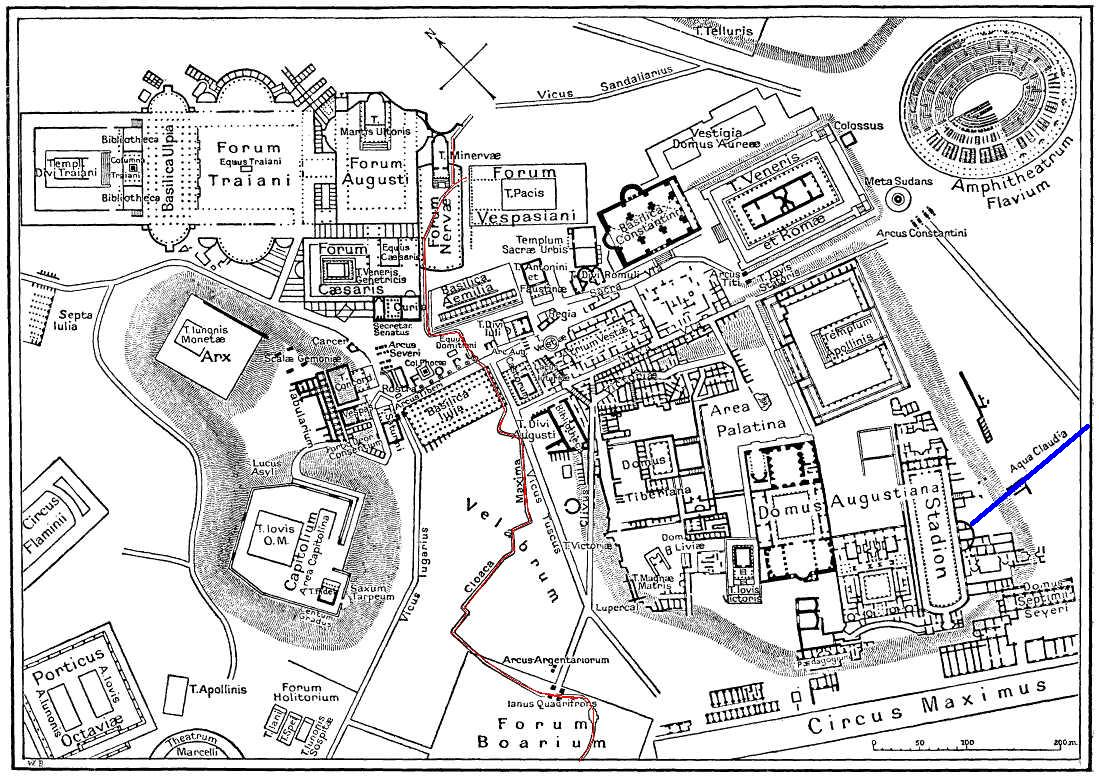
ローマ帝国時代のローマ中心部の地図。クロアカ・マキシマは赤い線で示されている。

その名称は「最大の下水」を意味する。伝承によれば、紀元前600年ごろ王政ローマの王タルクィニウス・プリスクスが建設させた。
この公共事業はエトルリア人技術者を使い、ローマ市民の貧民階級を半ば強制的に労働力として使うことで実現した。
リウィウスはローマの地下にトンネルを掘ったとしているが、彼がそれを書いたのは数世紀後のことである。他の文献やその経路から考えると、もともとは開渠だった可能性が高いと推測される。クロアカ・マキシマは付近の3つの丘からの流れを基に形成され、主要なフォルムを通ってテヴェレ川に排水する水路だった。都市の建築スペースが貴重になってくるにつれて、開渠の上にも建物が建設され、徐々に暗渠になっていったと考えられる。両方の説が正しい可能性もあり、特に下流部分は最初から地下に建設された可能性が高い。

## 水道の排水口
紀元1世紀のローマでは11本のローマ水道が水を供給しており、ディオクレティアヌス浴場やトラヤヌス浴場などの多数の公衆浴場や公共の噴水や宮殿、個人宅に水を供給した後、最終的にそれらの廃水が下水道に流れ込んでいた。現代の水道とは異なり、蛇口を閉めて水を止めることはなく、水を常に流し続けることで下水が詰まることを防いでいた。水質の最もよい水は飲用に確保され、次によい水質の水は風呂で使われ、その廃水が市内の通りの下にある下水網に排水された。紀元1世紀末ごろ、セクストゥス・ユリウス・フロンティヌスが水道システムの調査を行い、水道の現状についての報告書を直接皇帝ネルウァに提出した。

## 下水システム
主下水道には多数の枝があったが、いずれも公的な排水路であり、公衆便所や公衆浴場や他の公共建築物に繋がっていた。個人宅の廃水はたとえ裕福な人の家であっても、汚物溜めのようなものを使っていた。
クロアカ・マキシマはローマ帝国時代ずっと保守され使い続けられており、現代においても中心街の雨水や汚れをフォルム・ボアリウムなどの古代のフォルムの地下を通って排水している。紀元前33年、アグリッパがクロアカ・マキシマの調査と修理を行った。考古学調査により、この建造物には様々な年代の様式と材料が使われていることがわかっており、常に注意を払われていたことが示唆されている。最近では、現存する排水溝を現代の下水システムに連結し、川からの逆流に備えている。
クロアカ・マキシマは女神クロアキナ（en）が守っているとみなされていた。

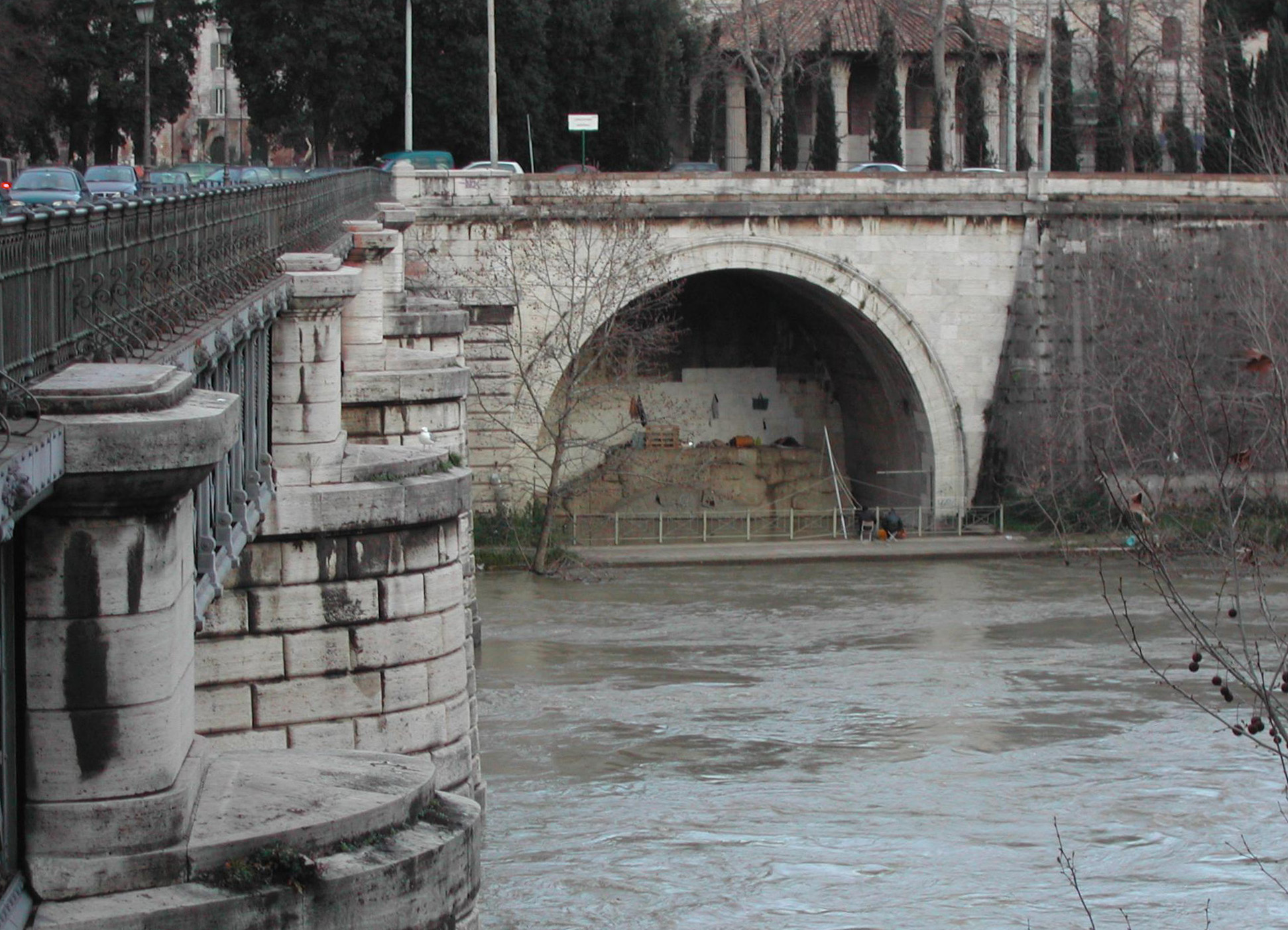
クロアカ・マキシマの排水口の現状

信憑性は様々だが、遺体を埋葬せずに下水に流したという記録がいくつかあり、皇帝ヘリオガバルスや聖セバスティアヌスもそう言われている。後者の光景はルドヴィコ・カラッチの絵画作品の題材になっている。
クロアカ・マキシマのテヴェレ川への排水口は、今でもロット橋とパラティーノ橋の近くに見えている。フォロ・ロマーノのバシリカ・ユリアの隣にクロアカ・マキシマに降りていく階段がある。クロアカ・マキシマの一部はサン・ジョルジョ・イン・ヴェラブロ教会でも見ることが出来る。

## ローマ帝国での普及
ローマの下水道システムはローマ帝国全土、特にローマ水道の水量が豊富な地域で模倣された。エボラクム（現在のイングランドのヨーク）の下水道システムは現存しており、特に有名である。